# 久保勉
久保 勉（くぼ まさる、1883年2月17日 - 1972年5月24日）は、日本のギリシア哲学者。

## 経歴
1883年、愛媛県伊予市で生まれた。松山中学校を卒業後、1901年に海軍兵学校へ進んだ。日露戦争終結後に退役し、東京帝国大学哲学科選科に入学した。大学ではラファエル・ケーベルの教えを受け、その後助手を務めた。1912年、東京帝国大学を卒業。同大学大学院に進んだ。
1925年よりドイツに留学し、ハイデルベルク大学やベルリン大学に滞在して研究を行った。1928年に帰国し、翌1929年、東北帝国大学法文学部助教授となった。大学では阿部次郎と同僚であり、『ソクラテスの弁明・クリトン』などの刊行を共に進めていった。1940年に教授昇進。1946年に東北帝国大学を定年退職し、その後は東洋大学教授として教鞭をとった。1953年、学位論文『プラトンの僭王政治論』を東北大学に提出して文学博士号を取得。1954年に東洋大学を定年退職し、名誉教授となった。墓所は雑司ヶ谷霊園。

## 研究内容・業績
専門はギリシャ哲学で、プラトンの著作を翻訳・紹介した。また、師のケーベルの随筆を深田康算と共に翻訳している。

## 著作
著書
- 『プラトン国家篇』(大思想文庫1)岩波書店 1936
  - 復刊1985
- 『プラトン』(大教育家文庫9)岩波書店 1939
  - 復刊1984
- 『ケーベル先生とともに』岩波書店 1951
  - 復刊1994

翻訳
- 『ケーベル博士小品集』深田康算共訳、岩波書店 1919
- 『プラトン対話篇 第1 ソクラテスの弁明 クリトン』阿部次郎共訳 岩波書店 1921
- 『ケーベル博士小品集 続』岩波書店 1923
- 『ケーベル博士小品集 続々』岩波書店 1924
- プラトン『ソクラテスの弁明・クリトン』岩波文庫 1927
  - 改版、ワイド版1991
- 『ケーベル博士随筆集』安倍能成編 岩波文庫 1928
  - 改訂版1941
  - 改訳版1957
- 『饗宴 プラトン対話篇』阿部次郎共訳 岩波書店 1934
- 『Auctores latini = ラテン選文集』田中秀央[6]・神田盾夫共編 岩波書店 1939
- プラトン『饗宴』岩波文庫 1952
  - 改版、ワイド版2009